# Primer himnari luterà
El Primer Himnari Luterà, publicat en 1524 com Etlich Cristlich Lieder / Lobgesang un Psalm (Alguns cants cristians / càntics i salms), sovint denominat Achtliederbuch (Llibre de vuit cants) va ser el primer himnari luterà.

## Història i contingut
El himnari va ser escrit per Martí Luter i Pablo Speratus. Conté vuit himnes: quatre compostos per Luter, tres per Speratus i un d'anònim, que ha estat atribuït a Justus Jonas. Els creadors van declarar la seva intenció en la portada: «Lobgesang / un Psalm / dem rainen wort Gottes gemeß / auß der heylige schrifft / durch mancherley hochgelerter gemacht / in der Kirch zu singen / wie és dann zoom tayl Berayt in Wittenberg in übung ist» (Càntics/ i salms/ d'acord amb la pura paraula de Déu/ de les Santes Escriptures/ realitzat per diverses doctes persones/ per ser cantats a l'església/ tal com ja es practica en part en Wittenberg.)
El himnari és més «eine lose buchhändlerische Zusammenfassung», una col·lecció de peces soltes que existia en manuscrits que un himnari en tota la regla. Va ser imprès cap a finals de 1523 en Núremberg per Jobst Gutknecht. La portada indica Wittenberg com a lloc d'impressió. El llibret de dotze pàgines conté vuit obres sobre cinc melodies diferents.
El petit himnari es va distribuir per tot Europa. Els adversaris de Luter es queixaven que «tot el poble canta les seves doctrines». A causa de la gran demanda, el mateix any es va publicar una segona col·lecció, Erfurt Enchiridion, que contenia 26 himnes, 18 d'ells per Luter.

## Himnes

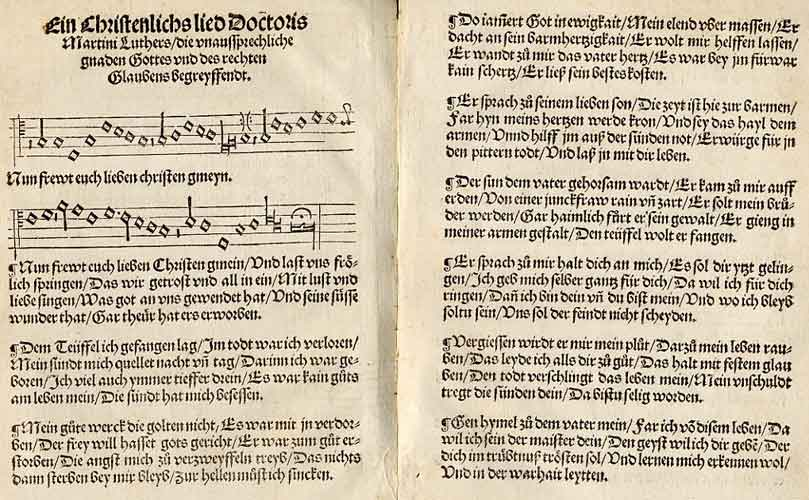
Nun frewt euch, lieben Christen gmein

1. Nun freut euch, lieben Christen gmein (Lutero)
2. Es ist das Heil uns kommen her (Speratus)
3. In Gott gelaub ich, das er hat (Speratus)
4. Hilf Gott, wie ist der Menschen Not (Speratus)
5. Ach Gott, vom Himmel sieh darein (Lutero)
6. Es spricht der Unweisen Mund wohl (Lutero)
7. Aus tiefer Not schrei ich zu dir (Lutero)
8. In Jesu Namen wir heben an (anónimo, arreglo para dos voces)